# Classe Renown
La classe Renown est une classe de deux croiseurs de bataille de la Royal Navy mise en service pendant la Première Guerre mondiale. Portant des canons du plus fort calibre existant à cette époque et capables d'une vitesse supérieure à celle de ses congénères, les navires de cette classe sont néanmoins handicapés par un blindage dont la bataille du Jutland a montré l'insuffisance. Ils connaissent plusieurs refontes pendant l'entre-deux-guerres ; le HMS Renown mène avec succès plusieurs campagnes de la Seconde Guerre mondiale, en Méditerranée, dans l'Atlantique et dans l'Océan Indien ; l'autre unité, le HMS Repulse, est l'un des deux seuls cuirassés rapides alliés coulés par l'aviation ennemie en haute mer.

## Arrière-plan
La perte de trois croiseurs de bataille au Jutland fut compensée, au sein de la Flotte de Croiseurs de Bataille britannique, par la mise en service de deux nouveaux bâtiments, en septembre 1916 et janvier 1917, les HMS Renown  et Repulse. Quand la guerre avait éclaté, la construction des trois unités de la classe Revenge et de la sixième unité de la classe Queen Elizabeth, qui faisaient partie du Programme 1914, fut arrêtée, dans la perspective d'une guerre courte, la priorité étant donnée aux unités dont la construction était censée être achevée avant la fin de la guerre. Revenu au poste de Premier Lord de la Mer, l'amiral Fisher proposa, après la bataille des Falklands, et obtint dans les derniers jours de 1914, de reprendre la construction de deux unités, sous forme non plus de cuirassé, mais de croiseur de bataille, ce qui, dans son idée, signifiait combiner un armement de cuirassé avec une vitesse et une protection de croiseur.
En décembre 1914, il fut finalement décidé de reprendre deux marchés qui avaient été suspendus, pour la construction des cuirassés Renown et Resistance de la classe Revenge, passés auprès des chantiers John Brown et Palmers. Cela permettait d'utiliser des matériels déjà rassemblés pour la construction d'unités qui avaient été prévues au programme de 1914, mais il apparut que les chantiers Palmers, où sera lancé en janvier 1915 le Resolution, ne disposaient pas de cale de construction d'une taille suffisante pour un bâtiment de la taille maintenant prévue, et le second contrat fut transféré aux chantiers Fairfields. Les mises sur cale eurent lieu en janvier 1915, avant que les plans définitifs ne fussent achevés en mars 1915. L'objectif de Lord Fisher d'un achèvement en quinze mois, avant la mise en service de la classe Revenge, conduisit à limiter le nombre des tourelles à trois par navire, en fonction du nombre des canons disponibles. Si le délai de construction ne fut pas respecté, puisque les HMS Renown  et Repulse ne purent participer à la bataille du Jutland, où furent présents les HMS Revenge et Royal Oak, la construction de tels navires en vingt mois, fut déjà une prouesse.
Ce fut la classe Renown dont les deux unités avaient un déplacement « normal » de 27 600 tonnes et 37 400 tonnes à pleine charge, soit 2 000 tonnes de moins que le HMS Tiger, mais étaient dotées de canons de 381 mm au lieu de 343 mm. Leurs machines du même type que celles du HMS Tiger, mais un tiers plus puissantes, développaient 120 000 CV ( 84 000 kW), ce qui leur permettait de filer 3 nœuds de plus, soit 32 nœuds. La contrepartie était un blindage intermédiaire entre celui-là classe Indefatigable et celui de la classe Lion, soit 152 mm en ceinture, et 229 mm sur les tourelles. Comme ces caractéristiques étaient, en matière de blindage, celles de navires perdus au Jutland, on entreprit immédiatement d'en renforcer la protection, dès la fin 1916 et le début de 1917. Ils y gagnèrent le surnom de "HMS Refit" et "HMS Repair".

## Description

### Caractéristiques générales
Les navires de classe Renown avaient une longueur hors tout de 242 m, une largeur au maître-bau de 27,5 m, et un tirant d'eau de 8,2 m à l'arrière. Cette longueur était due à la nécessité de loger un plus grand nombre de chaudières, ce qui aboutissait à un rapport longueur/largeur de l'ordre de 8, favorable à une très grande vitesse, et le faible tirant d'eau résultait de l'idée de Lord Fisher de pouvoir disposer de navires susceptibles d'opérer en mer Baltique.

### Armement

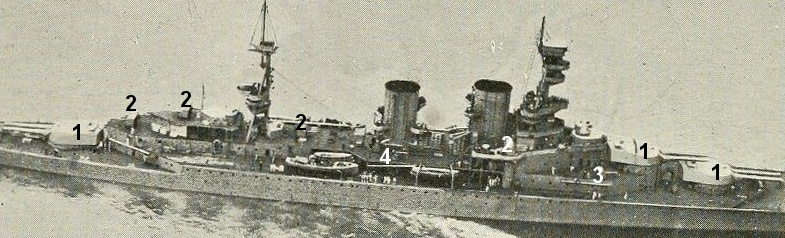
Vue aérienne du HMS Repulse en 1918
1: tourelles double de 15 pouces
2: triples canons de 4 pouces
3: canon tribord de 4 pouces
4: canon AA tribord de 3 pouces

#### Artillerie
L'artillerie principale des navires de classe Renown consistait en six pièces de 381 mm en trois tourelles identiques, deux superposées à l'avant ("A" et "B") et une à l'arrière ("Y"), selon la terminologie de la Royal Navy. Les canons avaient une dépression maximale à - 3° et une élévation maximale de 20°. Les canons pouvaient être chargés à l'angle maximal de 20°, bien que le chargement à des angles trop élevés eût tendance à ralentir le retour du canon en position de tir. Ils tiraient des projectiles de 866 kg à une vitesse initiale de 785 m/s, pour une portée maximale de 21 702 m avec des obus perforants. La dotation était de 120 coups par pièce. Cependant ce nombre inhabituel de trois tourelles, qui résultait des contraintes imposées sur le plan des délais de construction, constituait pour certains officiers canonniers de la Royal Navy un handicap pour un réglage rapide du tir.
L'artillerie secondaire était constituée de dix-sept canons de 102 mm en cinq affûts triples et deux affûts simples, en pseudo-tourelles ouvertes. Ils étaient actionnés manuellement et assez pénibles d'utilisation, nécessitant un équipage de trente-deux hommes pour charger et former les affûts triples, ce qui entrainait une cadence de tir était de 10 à 12 coups par minute seulement. Ils avaient une dépression maximale de -10° et une élévation maximale de 30°. Ils tiraient des obus explosifs de 14 kg avec une vitesse initiale de 800 m/s. La portée maximale était de 12 350 m environ. La dotation était de 200 coups par pièce.
Chaque navire était également pourvu de deux pièces anti-aériennes de 76 mm. Le canon avait une dépression maximale de -10° et une élévation maximale de 90 °. Il tirait des obus de 5,7 kg à une vitesse initiale de 760 m/s à une cadence de 12 à 14 coups par minute. Ils avaient une portée maximale de 7 200 m.
Les deux navires disposaient de deux tubes lance-torpilles immergés de 21 pouces(533 mm), en avant de la tourelle "A", avec un approvisionnement de 10 torpilles.

#### Conduite de tir

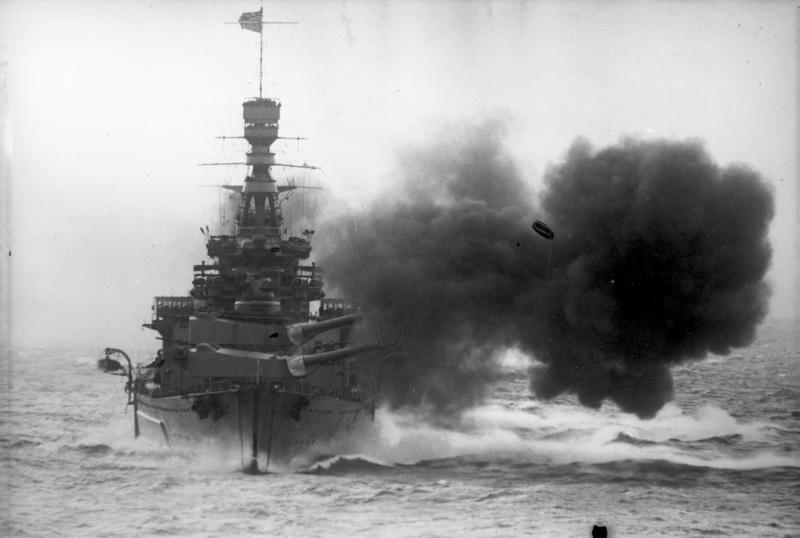
Tir du HMS Repulse en 1929

L'artillerie principale du Renown et du Répulse était conduite à partir de deux postes de télépointage principaux qui étaient installés dans la hune du mat tripode qui surmontait la passerelle et le blockhaus. Les indications des télémètres étaient ensuite envoyées au PC artillerie où elles étaient converties en données d'élévation (pointage en site des canons) et de direction (pointage en gisement des canons). La position de la cible était également transcrite graphiquement sur une table traçante pour permettre à l'officier de tir d'anticiper les changements de route et de vitesse du but. La conduite de tirs de l'artillerie secondaire était assurée par des postes de télépointage plus petits, montés sur les plates-formes de chaque mât. Chaque tourelle comprenait un télémètre de 4,6 m dans un poste blindé sur leur toit.
Pendant la guerre, le nombre et la taille des télémètres augmentèrent. En 1918, le Renown fut équipé de deux télémètres de 9,1 m, l'un sur la tourelle «Y» et l'autre au-dessus du château. Des télémètres de 4,6 m furent montés sur les tourelles "A" et "B". Le mât tripode avant était équipé d'un télémètre de 3,7 m, et les canons anti-aériens étaient guidés par un simple télémètre de 1,98 m monté à l'arrière de la tourelle. Deux télémètres de 2,7 m étaient montés sur la passerelle.

### Protection

#### Blindage
Le blindage des navires de la classe Renown était semblable à ceux de classe Indefatigable. Le blindage au niveau de la ceinture de la ligne de flottaison mesurait 152 mm d'épaisseur au milieu du navire. Il courait du niveau de la tourelle avant à celui de la tourelle arrière, sur une longueur de 140,8 m et une hauteur de 2,7 m. Des virures d'une épaisseur de 76 mm vers l'arrière et de 102 mm vers l'avant prolongeaient la ceinture vers les extrémités du navire, bien que n'atteignant ni la proue et la poupe. Les virures étaient enfermées par des cloisons transversales de la même épaisseur. Pour une grande partie de la longueur de la ceinture principale, il y avait une ceinture supérieure en acier à haute résistance de 38 mm d'épaisseur, conçue comme protection contre les éclats.
Le blindage des tourelles était de 229 mm d'épaisseur sur le devant et les côtés, 178 mm d'épaisseur sur les plaques latérales arrière et 108 mm d'épaisseur sur leurs toits. Les barbettes étaient protégées par 178 mm de blindage au-dessus du pont supérieur, et de 102 à 127 mm sous le pont. Le blindage des côtés du blockhaus était de 254 mm d'épaisseur et 76 mm pour le toit. La tour de contrôle des torpilles avait un blindage en acier moulé de 76 mm sur ses parois et 38 mm sur son toit
Le blindage des ponts, conçu en acier à haute résistance, variait de 19 à 38 mm d'épaisseur. Après la Bataille du Jutland en 1916, alors que les navires n'étaient pas encore terminés, 25 mm d'acier à haute résistance fut ajouté sur le pont principal au-dessus des soutes à munitions. Malgré ces ajouts, les navires furent encore jugés trop vulnérables sous le feu et chaque navire fut réaménagé à Rosyth en 1916-17 avec un blindage horizontal supplémentaire, pesant environ 512 tonnes, ajouté aux ponts au-dessus des soutes à munitions et des mécanismes de direction.

#### Protection sous-marine
Les navires de la classe Renown étaient équipés d'un large bulge anti-torpille intégré à la coque. Il s’agissait d'un compartiment latéral situé au niveau de la ligne de flottaison et isolé du reste du navire. Il était composé d'une partie remplie d'air et d'une partie inondée. En théorie, une torpille qui explose va rompre et inonder la partie remplie d'air, tandis que la partie remplie d'eau dissipe le choc et absorbe les fragments, laissant la coque du navire structurellement intacte. Cependant, des essais démontrèrent par la suite qu'il n'était pas suffisamment profond et qu'il ne disposait pas d'assez de couches compartiments vides/compartiments pleins pour absorber la force de l'explosion.
La coque était dotée de doubles parois intégrales

### Propulsion
Les plans originaux prévoyaient d'utiliser des machines légères produisant un total de 120 000 ch, mais cela aurait eu pour effet de retarder les dates d'achèvement des navires. En conséquence, il fut décidé de copier la machinerie du HMS Tiger complétée par trois chaudières supplémentaires afin de fournir la puissance requise pour une vitesse supérieure.
Quarante-deux chaudières à tubes d'eau Babcock & Wilcox placées dans six chaufferies, pour une pression de service de 16,5 kg/cm2 (1 620 kPa) alimentaient deux turbines à vapeur Brown-Curtis à entraînement direct, logées dans des compartiments machines distincts, entrainant quatre hélices à trois pales et d'un diamètre de 4,11 m.
On observera cependant que le Directeur de la Construction Navale de 1912 à 1924, Sir Eustace Tennyson d'Eyncourt, qui avait été le concepteur du HMS Tiger avait déjà déploré que ce croiseur de bataille ne pût pas être doté de chaudières à petits tubes. Dans ces conditions, la classe Renown avait, avec un poids de machines de 5 780 tonnes, un rapport poids/puissance de 48,16 kg/ch, un peu meilleur que celui du HMS Tiger, 54,8 kg/ch, mais nettement moins bon que celui du SMS Hindenburg, 39,6 kg/ch, mis en service à la même époque, avec des machines pesant 2 916 tonnes, pour une puissance de 90 000 à 95 000 ch.
Ces machines étaient conçues pour produire un total de 120 000 ch (84 000 kW), mais le HMS Renown a atteint au cours de ses essais une vitesse de 32,68 nœuds en développant plus de 126 000 ch (88 200 kW). Ils furent les bâtiments de ligne les plus rapides de leur époque jusqu'à l'arrivée du Hood en 1920.
Les navires de la classe Renown étaient prévus pour transporter normalement 1 000 tonnes de mazout, mais ils avaient une capacité maximale de 4 358 tonnes. À pleine capacité, ils possédaient un rayon d'action de 4 000 nautiques à 18 nœuds
Ils possédaient de très bonnes qualités nautiques. La hauteur du métacentre de carène était de 1,9 m à pleine charge. Lors de leur construction les coques et leurs superstructures durent cependant être renforcées pour améliorer leur résistance par mauvais temps.

## Navires
| Nom     | Chantier                | Commande         | Quille posée    | Lancement      | Service           | Sort                                                                       |
| ------- | ----------------------- | ---------------- | --------------- | -------------- | ----------------- | -------------------------------------------------------------------------- |
| Renown  | Fairfields Shipbuilding | 30 décembre 1914 | 25 janvier 1915 | 4 mars 1916    | 20 septembre 1916 | Démolition en 1948                                                         |
| Repulse | John Brown & Company    | 30 décembre 1914 | 25 janvier 1915 | 8 janvier 1916 | 18 août 1916      | Coulé par l'aviation japonaise au large du cap Kuantan le 10 décembre 1941 |

## Construction, refontes et reconstruction
La bataille du Jutland qui a montré la grande vulnérabilité de croiseurs de bataille qui portaient le même blindage que la classe Renown conduisit à s'interroger sur la pertinence de leur conception, alors qu'un premier renforcement du blindage au-dessus des soutes était déjà intervenu pendant l'achèvement. Sur la recommandation du Commandant-en-Chef, l'amiral Jellicoe, ils furent pris en mains pour accroître encore leur blindage. En 1917-1918, deux plateformes pour faire décoller des avions ont été installées sur les tourelles "B" et "Y".

### Refontes
Sur le HMS Repulse, dès 1919-1920, l'épaisseur du blindage de ceinture fut porté à 229 mm, et on ajouta une ceinture supérieure de 152 mm. Les affûts simples de 102 mm, à l'avant, furent remplacés par deux affûts simples anti-aériens de 76 mm, et les deux tubes lance-torpilles de 533 mm sous la ligne de flottaison, remplacés par quatre plateformes doubles de tubes lance-torpilles de 457 mm installés au milieu du navire et à l'arrière sur le pont supérieur.
Le HMS Renown, au cours d'une refonte de 1923 à 1926, reçut des modifications analogues, sans l'ajout d'une ceinture blindée supérieure de 152 mm, mais avec un renforcement du blindage horizontal, sur le pont du gaillard d'avant, sur le pont supérieur et sur le pont principal, leur épaisseur atteignant respectivement 50 mm, 37 mm, et 62 mm. L'armement anti-aérien fut porté à quatre affûts simples de 102 mm, et l'affût triple de 102 mm, entre les cheminées et le mât arrière fut enlevé pour installer une catapulte orientable pour deux avions. Le déplacement en fut accru de 1 200 tonnes, et la vitesse réduite à 30 nœuds.
Au cours d'une nouvelle refonte en 1934-1936, aux chantiers de la Royal Navy de Portsmouth, le HMS Repulse reçut des installations d'aviation entre les cheminées et le mât tripode arrière, soit une catapulte en travers de la coque, et un grand hangar d'aviation (pour trois avions, un quatrième pouvant être parqué sur la catapulte). Cela fit disparaitre l'affut triple de 102 mm axial au milieu du bâtiment, et les canons anti-aériens de 76 mm, et on enleva les plateformes de décollage sur les tourelles "B" et "Y". Pour la défense contre-avions, furent installés, dans les superstructures, autour des cheminées et sur le toit du hangar d'aviation, six affûts simples de 102 mm, deux affûts octuples de 40 mm, et deux affûts quadritubes de mitrailleuse Vickers de 12,7 mm, avec des postes de directions de tir sur le mât avant et à l'arrière de la superstructure. Le déplacement s'en trouva accru de 2 700 tonnes, le tirant d'eau de 75 cm, et la vitesse réduite à 28½ nœuds.

### Reconstruction du HMSRenown

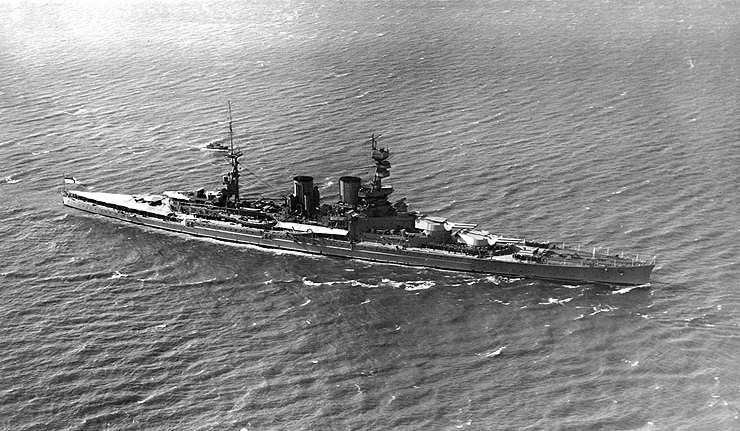
Le HMS Repulse, probablement pendant sa croisière autour du monde, en 1923-24

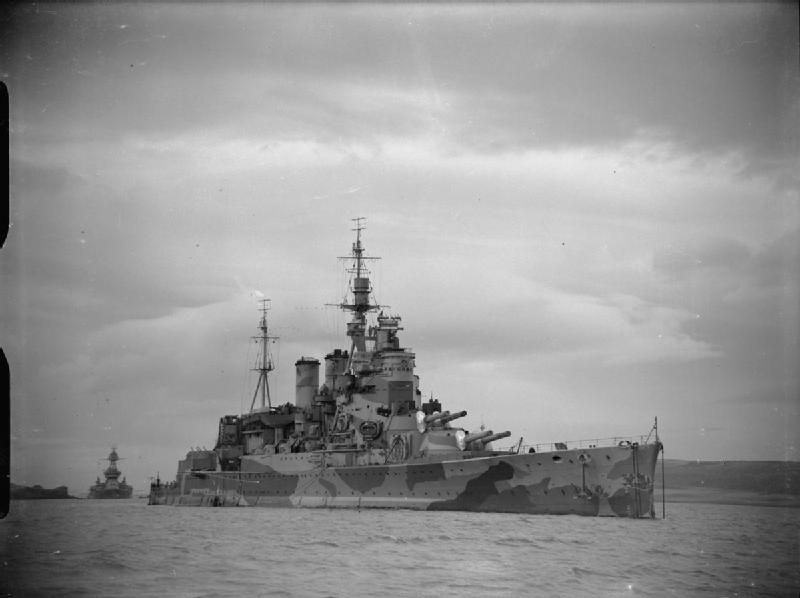
Le HMS Renown après sa reconstruction de 1936-1939, avec son nouveau bloc-passerelle

Les mêmes Chantiers de Portsmouth, ont procédé, de 1936 à 1939, à une reconstruction du HMS Renown, qui s'est finalement, traduite par une légère réduction du déplacement, ce qui n'était pas généralement le cas. Les superstructures ont été complètement reconstruites et les machines changées. Mais les nouvelles installations d'aviation, assez proches de celles dont le HMS Repulse venait d'être doté, et la tour-château à l'avant, accueillant la passerelle et les télépointeurs, du type de celle installée sur les cuirassés refondus de la classe Queen Elizabeth, ne bouleversaient pas le devis de poids. Il n'en était pas de même pour la transformation des machines. Consistant en huit chaudières Admiralty à trois tambours, timbrées à 26,4 kg cm2 ( 2 600 kPa), alimentant des turbines Parsons développant 130 000 CV (88 400 kW), pour une vitesse de 29 nœuds, le nouvel appareil propulsif avait un poids total de 3 200 tonnes. Le gain de poids était de 2 690 tonnes et le rapport poids/puissance était réduit d'un peu plus de 20 kg/CV. Cela a permis d'accroître le poids de l'artillerie de plus de 1 300 tonnes, et l'espace gagné a été utilisé pour les magasins de la nouvelle artillerie secondaire.
Pour l'artillerie principale, seule changeait l'élévation maximale des pièces portée à 30°. L'artillerie secondaire consistait en cinq tourelles doubles de 114 mm à double usage, qui seront notamment utilisées sur les porte-avions de la Royal Navy construits à partir de la fin des années 1930. Ces canons, dont l'élévation variait de -5° à +80°, tiraient des obus explosifs de 25 kg, avec une vitesse initiale de 720 m/s, un plafond de 12 000 m en tir contre avions, et une cadence de 12 coups par minute. Les tourelles étaient installées sur chaque bord, trois à hauteur des cheminées et deux à hauteur de la superstructure arrière. La Défense Contre Avions comprenait également trois affûts octuples de 40 mm et quatre affûts quadritubes de mitrailleuses Vickers de 12,7 mm.
Pour ce qui concerne le blindage, il n'y a pas eu de modification du blindage vertical, mais pour le blindage horizontal, plutôt que de blinder plusieurs ponts, on a préféré répartir le blindage sur le pont principal et un pont blindé inférieur, avec une épaisseur totale de 203 mm au-dessus des magasins de l'artillerie principale, 178 mm au-dessus des magasins de l'artillerie secondaire, 163 mm au-dessus des chaudières, 152 mm au-dessus des turbines, ainsi que sur l'avant et l'arrière.
Le château fut installé plus près des tourelles avant de l'artillerie principale et les cheminées positionnées un peu en arrière pour diminuer les nuisances des fumées sur les postes de direction de tir installés sur le château.
En 1941, on envisagea d'installer sur le HMS Repulse sept tourelles doubles anti-aériennes de 102 mm, à la place d'un affût triple anti-navires et de quatre affûts simples anti-aériens de même calibre, avec un poste supplémentaire de direction de tir anti-aérien, mais ceci n'était pas fait au moment de la perte du bâtiment.
Sur le HMS Renown, en 1943, les installations d'aviation furent enlevées et l'artillerie anti-aérienne légère renforcée par vingt affûts doubles et vingt-quatre affûts simples de 20 mm.

## Service

### 1917-1939
Les deux bâtiments ont rallié, en 1917, la Flotte des Croiseurs de Bataille, où l'amiral Packenham (en) avait remplacé l'amiral Beatty. Mais seul le HMS Repulse a connu le feu, pendant la Première Guerre mondiale, au cours du combat indécis de la seconde bataille de Heligoland. En riposte à une attaque de croiseurs allemands contre un convoi entre Bergen et Lerwick, en octobre, l'amiral Beatty lança, le 17 novembre, un raid de la 1re Escadre de Croiseurs du vice-amiral Napier, avec le soutien de la 1re Escadre de Croiseurs de Bataille, contre les dragueurs de mines allemands qui opéraient en Baie de Héligoland contre les champs de mines mouillés par la Royal Navy. Compte tenu de son faible tirant d'eau, le HMS Repulse fut détaché en soutien des croiseurs. Quand ceux-ci furent aux prises avec le Second Groupe d'Éclairage du contre amiral von Reuter, qui couvraient les dragueurs, le HMS Repulse intervint et mit un obus de 381 mm sur le croiseur SMS Königsberg, sans grande conséquence, et surtout sans que cela aboutisse à un affrontement entre les cuirassés, en soutien de part et d'autre, l'amiral britannique ne voulant pas s'aventurer dans les champs de mines allemands et les Allemands ne voulant pas en quitter la protection.
Pendant l'entre-deux-guerres, les deux navires, qui font de fréquents séjours dans des chantiers navals pour leurs refontes, sont le plus souvent affectés à la Flotte de l'Atlantique, ou à la Home Fleet, dont ils constituent, avec le HMS Hood, l'Escadre de Croiseurs de Bataille. Ils participent à de nombreuses croisières de représentation, ainsi le HMS Renown transporte, en 1920-1922, le Prince de Galles, le futur Edouard VIII, en Australie et en Nouvelle-Zélande, aux Indes et au Japon après avoir bénéficié d'aménagements de confort, pour cet hôte prestigieux. En 1923-1924, le HMS Repulse effectue avec le HMS Hood un tour du monde, puis emmène le Prince de Galles en Afrique du Sud. En 1927 c'est le Prince Albert, le futur George VI, que le HMS Renown transporte en Australie. En 1936, le HMS Repulse est affecté à la Flotte de la Méditerranée, au début de la guerre d'Espagne, et intervient devant Haïfa (en), en 1938. En 1939, il escorte le paquebot qui emmène le couple royal pour une visite officielle au Canada.

### 1939-1941

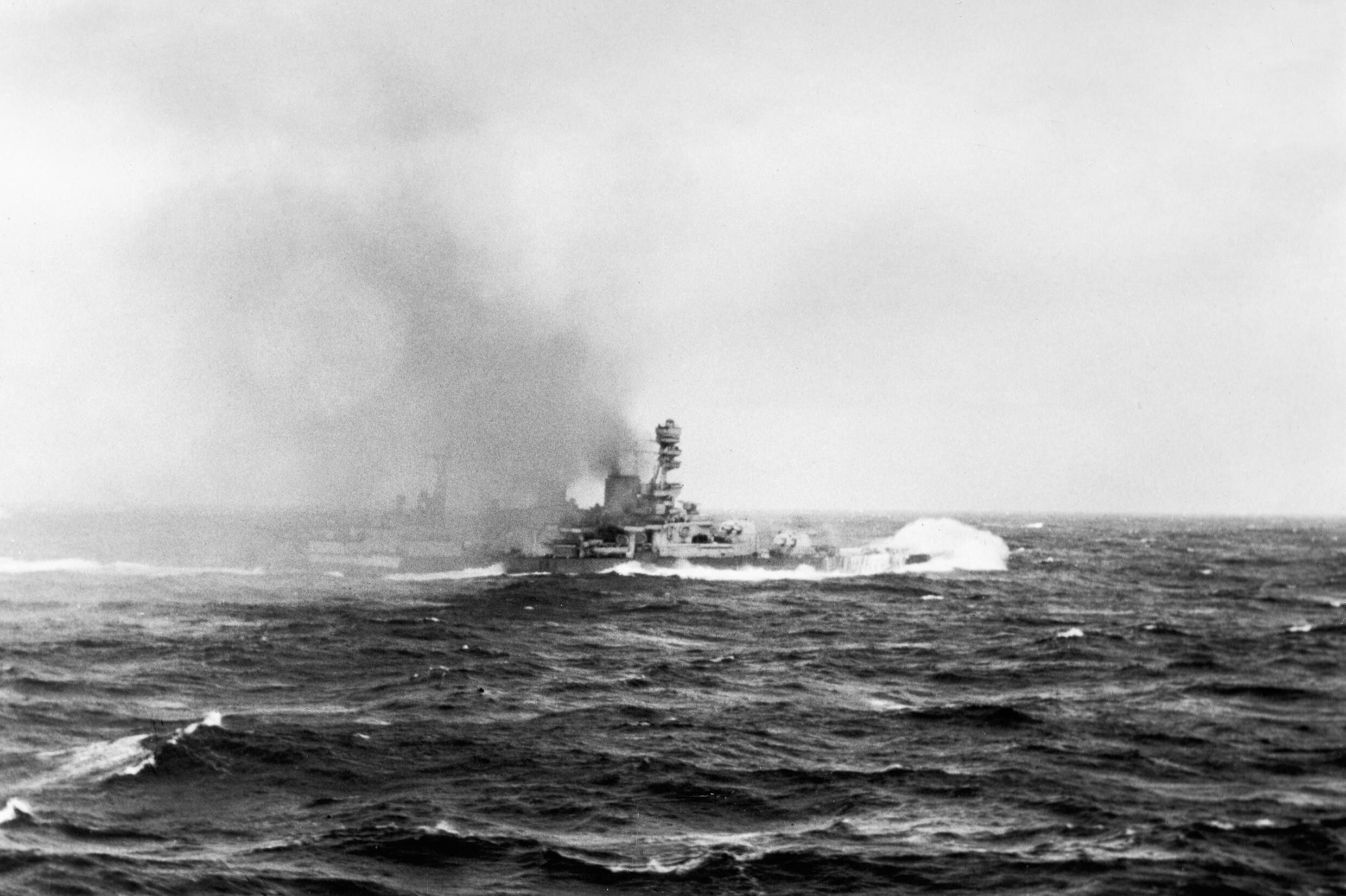
Le HMS Repulse à la mer en 1940

Au tout début de la guerre, à l'automne 1939, les deux croiseurs de bataille participèrent aux opérations combinées franco-britanniques qui avaient pour but d'intercepter les grands bâtiments de la Kriegsmarine lancés dans la guerre au commerce allié. Le HMS Renown a ainsi formé avec le porte-avions HMS Ark Royal le noyau d'une Force K, basée sur Freetown, dont la fausse nouvelle de l'arrivée imminente devant le Rio de la Plata a contribué à persuader le commandant de l'Admiral Graf Spee de saborder son bâtiment.
Au moment de l'attaque allemande contre la Norvège, le HMS Renown, portant la marque du vice-amiral Withworth, commandant de l'Escadre de Croiseurs de Bataille, couvre une opération de mouillage de mines dans le Vestfjord, lorsqu'il rencontre fortuitement, le 9 avril 1940, au petit matin, au large des îles Lofoten, l'escadre constituée du Gneisenau et du Scharnhorst qui constitue le soutin éloigné des forces envoyées occuper Trondheim et Narvik (Opération Weserübung). Un bref échange d'artillerie aboutit à trois impacts de 381 mm sur les tourelles "Anton" et "Cæsar" et le poste de direction de tir principal du Gneisenau et à deux impacts de 280 mm sans grandes conséquences sur le HMS Renown, avant que le vice-amiral Lütjens réussisse à se dégager dans la tempête. Après que les destroyers d'escorte du HMS Renown ont affronté les forces allemandes, le destroyer HMS Glowworm attaquant le 9 avril le croiseur lourd Admiral Hipper, et la 2e division de destroyers du Capitaine de Vaisseau (Captain) Warburton-Lee (en), le 10 novembre, les destroyers allemands arrivés à Narvik, l'amiral Whitworth transfère sa marque le 13 avril sur le cuirassé HMS Warspite, pour aller écraser devant Narvik les destroyers allemands qui avaient survécu à l'attaque de Warburton-Lee.
Après que les deux cuirassés allemands ont coulé, le 8 juin, le porte-avions HMS Glorious et son escorte (Opération Juno), le Gneisenau a été torpillé par le sous-marin britannique, HMS Clyde, et dut se réfugier à Trondheim. Le HMS Repulse participa à l'opération de la Home Fleet qui a essayé, en vain, de l'intercepter lors de son retour en Allemagne, à la fin juillet.
En août, le HMS Renown a quitté la Home Fleet pour rallier Gibraltar et y remplacer le HMS Hood qui avait été le navire amiral de la Force H, lors des attaques britanniques de Mers el-Kébir, les 3 et 6 juillet 1940. Le vice amiral Somerville y mit sa marque. Début septembre, une escadre française franchit le détroit de Gibraltar, en route pour l'Afrique Noire, alors qu'une puissante escadre aux ordres de l'amiral John Cunningham, était en route pour Dakar dans le cadre de l'Opération Menace. L'appareillage tardif du HMS Renown, qui ne réussit pas à intercepter les Français, leur permettant ainsi de prendre part à la défense de Dakar, aura servi de prétexte pour relever de son commandement l'amiral Dudley North, commandant du secteur Nord-Atlantique à Gibraltar, qui a commis l'impair de ne pas cacher sa désapprobation de l'affaire de Mers el-Kébir.
Comme navire amiral de la Force H, le HMS Renown opéra en Méditerranée occidentale, escortant des convois en direction de Malte, notamment ceux destinés à renforcer l'aviation de l'île (Opérations Club Run), prenant part à la bataille du Cap Spartivento, fin novembre 1940, bombardant Gênes.
En janvier 1941, le HMS Repulse a participé à la vaine recherche des croiseurs de bataille Scharnhorst et Gneisenau, lors de leur passage dans l'Atlantique au début de l'opération Berlin. Deux mois plus tard, à leur retour, le HMS Renown, au sein de la Force H, a participé à la tentative d'interception des croiseurs de bataille allemands, au cours de laquelle les avions du porte-avions HMS Ark Royal les ont repérés, sans parvenir en position pour les attaquer.
Lorsque, le 21 mai 1941, l'amiral Tovey, Commandant-en-Chef de la Home Fleet eut acquis la conviction que le cuirassé allemand Bismarck était passé de Baltique en Mer du Nord, et était mouillé à proximité de Bergen, il détacha, pour en empêcher le passage dans l'Atlantique, le HMS Hood, qui portait la marque du vice-amiral Lancelot Holland, commandant de l'Escadre de Croiseurs de Bataille, avec le cuirassé HMS Prince of Wales. Le lendemain lorsqu'il sut que le Bismarck avait repris la mer, il appareilla de Scapa Flow, sur le HMS King George V, accompagné du porte-avions HMS Victorious et ordonna au HMS Repulse de le rallier depuis la Clyde au lieu d'aller escorter un convoi. Après la Bataille du détroit du Danemark entre l'Islande et le Groënland, le 24 mai au matin, qui vit la destruction du Hood et la retraite du Prince of Wales, une attaque des avions torpilleurs du HMS Victorious fut lancée dans la soirée du 24 mai, pour réduire la vitesse du cuirassé allemand, sans résultats concluants. Après que le Bismarck a semé ses poursuivants dans la nuit du 24 au 25, la perspective d'un nouveau combat s'éloignant, les HMS Victorious et Repulse ont abandonné le Commandant-en-Chef pour aller se ravitailler, mais dans le même temps la Force H (le HMS Renown, le porte-avions HMS Ark Royal, et le croiseur HMS Sheffield) avait quitté Gibraltar, le 24, et faisait route, dans la tempête, cap au nord-ouest. Le 26 au matin, quand un hydravion Catalina a enfin retrouvé le Bismarck, le HMS King George V et le HMS Rodney qui l'avait rejoint, ne pouvaient plus le rattraper, et seule la Force H était en position de tenter de le ralentir. À la deuxième attaque d'antiques Fairey Swordfish du HMS Ark Royal, le Bismarck fut immobilisé, le 26 au soir, écrasé par le feu des cuirassés le lendemain matin, et coulé.

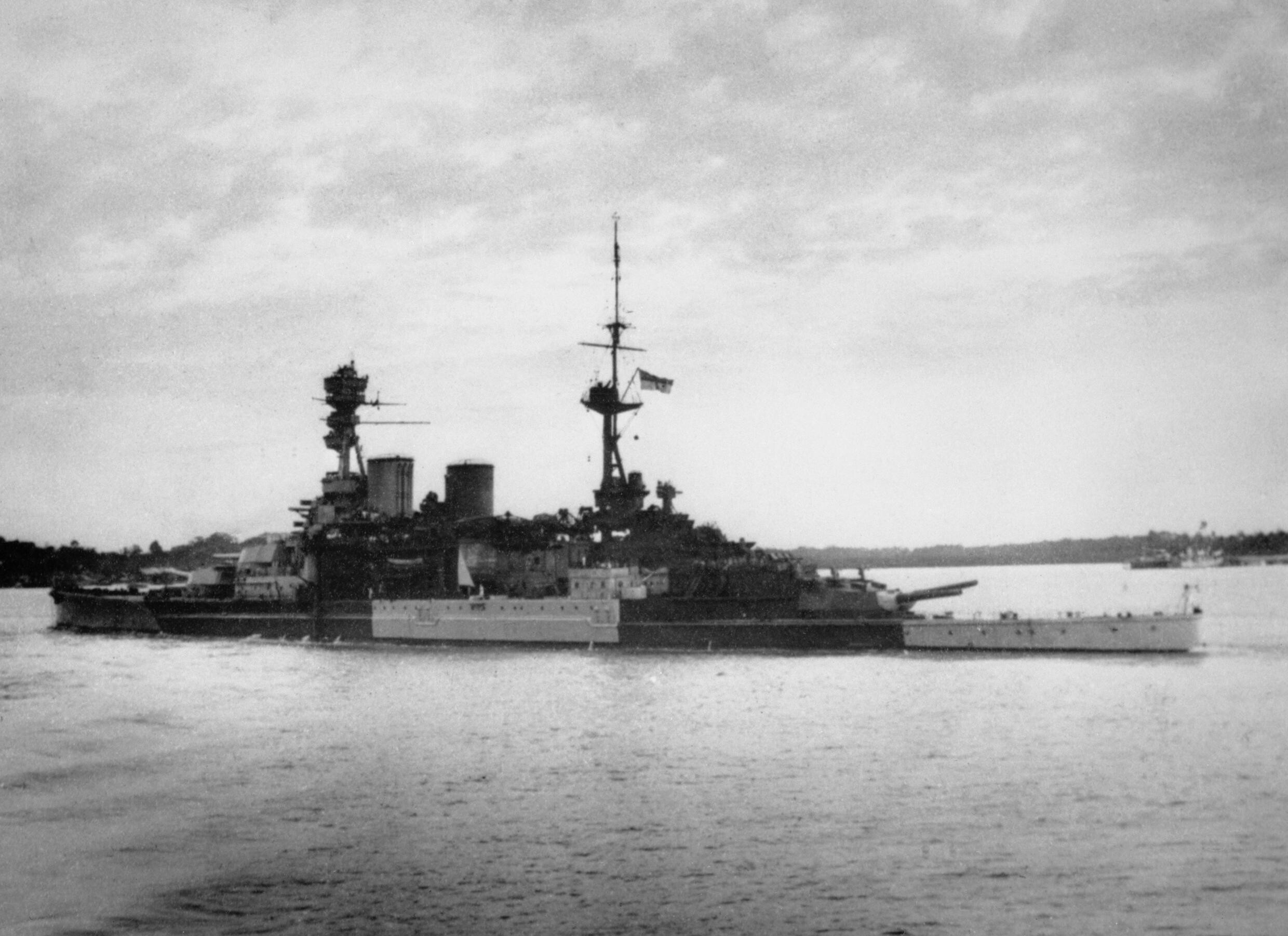
Le HMS Repulse quitte Singapour pour sa dernière sortie, le 8 décembre 1941

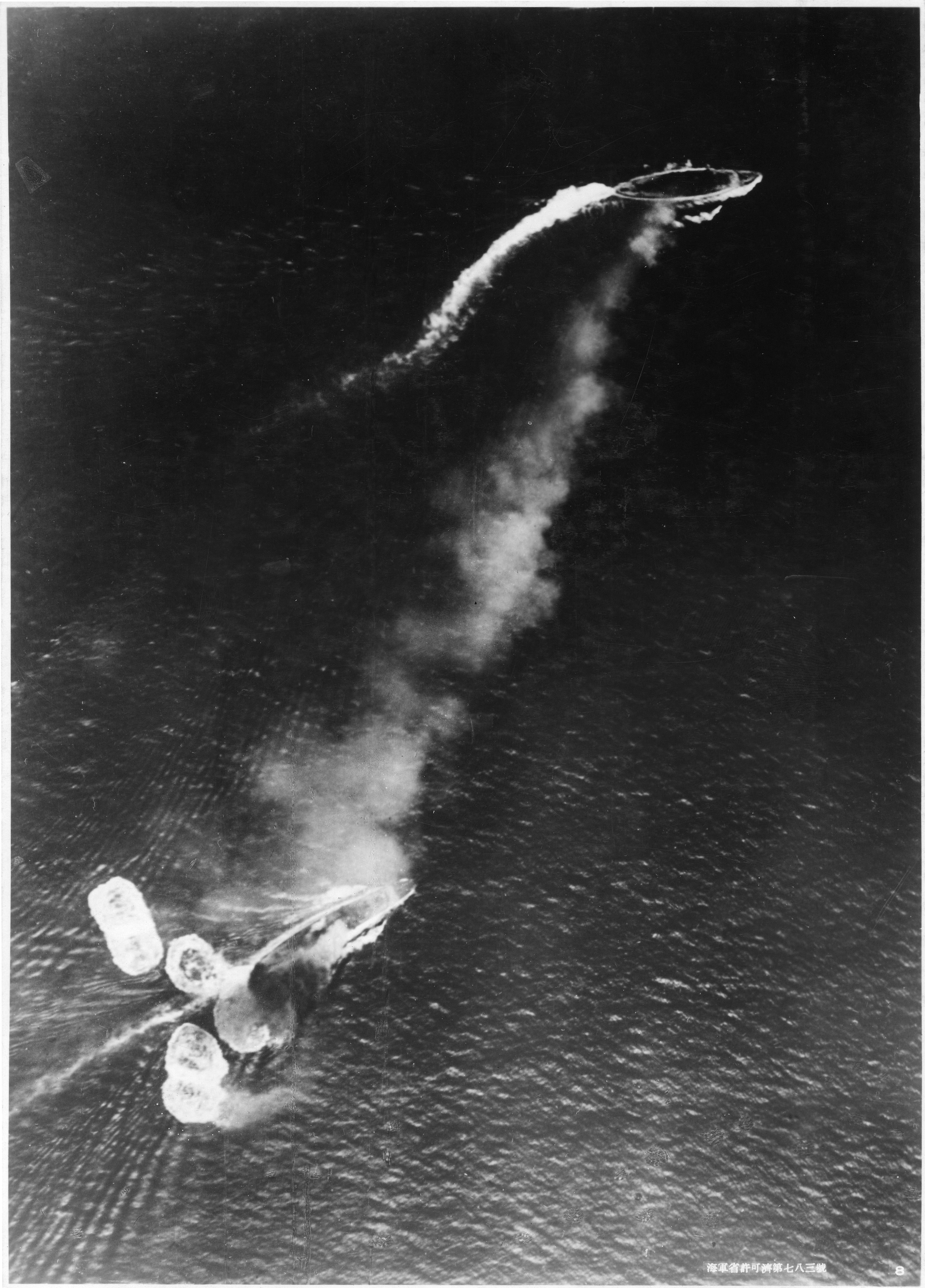
La Force Z, en bas le HMS Repulse, en haut le HMS Prince of Wales, sous les bombes japonaises, au large de Kuantan, le 10 décembre 1941

Le HMS Renown retourna ensuite en Méditerranée reprenant l'escorte de convois vers Malte. À l'été 1941, le cuirassé HMS  Nelson le remplaça comme navire amiral de la Force H. Le HMS Repulse, quant à lui, après avoir reçu un renforcement de son artillerie anti-aérienne et un nouveau radar d'artillerie, alla escorter à l'automne, des convois de troupes au Cap puis passa dans l'Océan Indien, et arriva à Colombo, fin octobre.
Un mois plus tard, arrivait de Greenock le HMS Prince of Wales, envoyé en Extrême-Orient dans le but de dissuader le Japon de poursuivre sa politique agressive à l'égard de la Chine et de l'Indochine. Il aurait dû être accompagné du porte-avions HMS Indomitable, mais celui-ci se trouvait indisponible à la suite d'une avarie dans les Caraïbes. Les HMS Prince of Wales et Repulse arrivèrent à Singapour le 2 décembre. Le lendemain de l'attaque de Pearl Harbor, ils appareillèrent pour aller contrer des débarquements de troupes japonaises au nord de la Malaisie. Mais sans couverture aérienne ni basée à terre ni embarquée, ils furent coulés le 10 décembre au large de Kuantan par des attaques massives des avions de la 11e Flotte Aérienne japonaise, partis de l'aérodrome de Tan Son Nhut (en) près de Saïgon, en Indochine française, dont le Japon avait imposé l'occupation à la France au cours des mois précédents. Ce furent les deux seuls cuirassés alliés coulés par l'aviation en haute mer au cours de la Seconde Guerre mondiale.

### 1942-1945
Début 1942, le HMS Renown reprit les escortes de porte-avions qui participaient au renforcement de l'aviation de l'île de Malte, notamment, en avril, le porte-avions américain USS Wasp. En novembre, il participa au débarquement anglo-américain en Afrique du Nord française, l'opération Torch. De retour à la Home Fleet, après sa refonte de 1943, au cours de laquelle on enleva ses installations d'aviation, il ramena le Premier ministre Churchill de la conférence de Québec, en août, et l'emmena pour les conférences du Caire et de Téhéran, en novembre-décembre.
En février 1944, il rejoignit la Flotte Orientale (Eastern Fleet), à Ceylan, commandée par l'amiral Somerville. Il participa à la couverture des porte-avions effectuant des bombardements aériens de Sabang, au nord-ouest de l'île de Sumatra, en avril (Opération Cockpit), de Surabaya, à l'est de l'île de Java (Opération Transom) en mai, des Îles Adaman et des îles Nicobar, en mai, en juin et en novembre. Il prit part à un bombardement côtier de Sabang (Opération Crimson) en juillet. Lorsque, à la fin de 1944, les cuirassés de la classe King George V ont été envoyés dans le Pacifique, pour être incorporés dans la nouvelle Flotte britannique du Pacifique (British Pacific Fleet), basée à Sydney, il fut rappelé en Europe et rejoignit la Home Fleet, pour y être le seul cuirassé en face des grands bâtiments allemands, confinés en Baltique, après la destruction du Tirpitz. Mis en réserve à la fin de la guerre, le HMS Renown a été démoli en 1948.

### Sources et bibliographie
- (en) E.H.H. Archibald, The Metal Fighting Ship in the Royal Navy 1860-1970, Londres, Blandford Press Ltd, 1971 (ISBN 978-0-7137-0551-5)
- (en) Siegfried Breyer, Battleships and battle cruisers 1905–1970, Londres, Macdonald and Jane's, 1973, 480 p. (ISBN 0-356-04191-3)
- (en) John Brooks, Dreadnought Gunnery and the Battle of Jutland : The Question of Fire Control, Routledge, 2005 (ISBN 0-415-40788-5), p. 170
- (en) R.A. Burt, British Battleships of World War One, Naval Institute Press, 1986 (ISBN 0-87021-863-8)
- Bernard Ireland, Cuirassés du XXe siècle, St-Sulpice (Suisse), Éditions Airelles, 2004 (ISBN 2-88468-038-1)
- (en) Bernard Ireland et Eric Grove, Jane's War at sea 1897-1997 : 100 Years of Jane's Fighting Ships, New York, Harpers Collins Publishers, 1997, 256 p. (ISBN 0-00-472065-2)
- Ludovic Kennedy (trad. de l'anglais), La Poursuite et la mise à mort du Bismarck, Paris, Fayard, 1975, 296 p. (ISBN 2-213-00300-9)
- (en) H.T. Lenton, British battleships and aircraft carriers, Londres, Macdonald & Co (Publishers) Ltd., coll. « Navies of the Second World War », 1972 (ISBN 0-356-03869-6)
- (en) Donald Macintyre, Famous fighting ships, London New York, Hamlyn, 1975, 160 p. (ISBN 978-0-600-35486-4, OCLC 941404025)
- Philippe Masson, Histoire des batailles navales : de la voile aux missiles, Paris, Éditions Atlas, 1983, 224 p. (ISBN 2-7312-0136-3)
- (en) John Roberts, Battlecruisers, Naval Institute Press, 1997, 128 p. (ISBN 1-55750-068-1)
- (en) John Roberts et Alan Raven, British Battleships of World War Two : The Development and Technical History of the Royal Navy's Battleship and Battlecruisers from 1911 to 1946, Naval Institute Press, 1976 (ISBN 0-87021-817-4), p. 45, 49, 50
- H. W. Wilson, Les Flottes de Guerre au combat Tome2 La Grande Guerre 1914-1918, Paris, Payot, 1928
- Oliver Warner, Geoffrey Bennett, Donald G.F.W. Macyntire, Franck Uehling, Desmond Wettern, Antony Preston et Jacques Mordal (trad. de l'anglais), Histoire de la guerre sur mer : des premiers cuirassés aux sous-marins nucléaires, Bruxelles, Elsevier Sequoia, 1976 (ISBN 2-8003-0148-1)